# Ren Fujimura
Ren Fujimura (jap. 藤村 怜, Fujimura Ren; * 26. Mai 1999 in Kuriyama, Präfektur Hokkaidō) ist ein japanischer Fußballspieler.

## Karriere
Ren Fujimura erlernte das Fußballspielen in den Jugendmannschaften vom Kuriyama FC und Hokkaido Consadole Sapporo. Bei Consadole Sapporo unterschrieb er 2018 auch seinen ersten Profivertrag. Der Verein aus Sapporo, die größte Stadt von Hokkaidō, der nördlichsten der vier japanischen Hauptinseln, spielte in der höchsten Liga des Landes, der J1 League. 2019 stand er mit dem Club im Finale des J. League Cup. Hier verlor man im Elfmeterschießen gegen den Erstligisten Kawasaki Frontale. Im Februar 2021 wechselte er auf Leihbasis zu Montedio Yamagata. Der Verein, der in der Präfektur Yamagata beheimatet ist, spielt in der zweiten japanischen Liga. Für den Klub stand er fünfmal in der zweiten Liga auf dem Spielfeld. Nach der Ausleihe kehrte er Ende Januar 2022 nach Sapporo zurück. Für Hokkaido stand er einmal in der Liga auf dem Spielfeld. Im Januar 2023 wechselte er zum Drittligisten Iwate Grulla Morioka. Nach einer Spielzeit, in der er 38 Ligaspiele bestritt, wechselte er im Januar 2024 zum Zweitligisten Thespakusatsu Gunma. Am Ende der Saison 2024 musste er mit dem Verein als Tabellenletzter den Weg in die Drittklassigkeit antreten.

## Erfolge
Hokkaido Consadole Sapporo
- Japanischer Ligapokalfinalist: 2019